# عادل فردوسی‌پور
عادل فردوسی‌پور (زادهٔ ۱۱ مهر ۱۳۵۳) گزارشگر فوتبال، تهیه‌کننده، مجری تلویزیونی، صداپیشه، مترجم و مدرس دانشگاه اهل ایران است.
فردوسی‌پور فعالیت حرفه‌ای خود از سال ۱۳۷۲ با روزنامه‌نگاری در مجلات ورزشی شروع کرد و سپس در تلویزیون نیز به عنوان گزارشگر ورزشی مشغول به کار شد. او پس از گزارشگری مسابقات فوتبال جام جهانی ۱۹۹۸ به شهرت رسید و در سال ۱۳۷۸ برنامه ۹۰ را برای بررسی فوتبال ایران طراحی و تهیه کرد. او تا سال ۱۳۹۷ که از سوی مدیران صداوسیما کنار گذاشته شد، به اجرای ۹۰ پرداخت و این برنامه همواره از پرمخاطب‌ترین و بهترین برنامه‌های صدا و سیما به‌شمار می‌رفت. او همچنین تهیه‌کنندهٔ برنامه‌های پرطرفدار دیگری مانند فوتبال ۱۲۰ و فوتبال ۳۶۰ است.
عادل فردوسی‌پور در میان شخصیت‌های تلویزیونی ایرانی از محبوبیت گسترده‌ای برخوردار است و عناوینی مانند «بهترین گزارشگر فوتبال»، «بهترین مجری» و «بهترین چهره تلویزیونی» را از جشنواره‌های مختلف دریافت کرده است. او در کنار تهیه و اجرای برنامه‌های فوتبالی در تلویزیون و فضای مجازی، آثاری را نیز ترجمه کرده و از مدرسان زبان انگلیسی در دانشگاه صنعتی شریف است. مجلهٔ نیوزویک در مقاله‌ای او را نوزدهمین مرد قدرتمند سال ۲۰۰۹ میلادی در ایران نامید.

## زندگی حرفه‌ای

### روزنامه‌نگاری
او کار رسانه‌ایِ خود را در سال ۱۳۷۲ با روزنامه‌نگاری در روزنامه ابرار ورزشی به سردبیری اردشیر لارودی آغاز کرد. او دربارهٔ شروع کارش به عنوان روزنامه‌نگار گفته است: «اردشیر لارودی در رابطه با حیطه کاری‌ام پرسید و پاسخ دادم ترجمه. متنی به دستم داد. صبح فردای آن روز کارم را تحویل دادم و از چند روز بعد کار را شروع کردم.
عادل در آن زمان، دانشجوی سال سوم کارشناسی زبان انگلیسی بود و در بخش ترجمهٔ صفحهٔ فوتبال خارجی کار می‌کرد. او پس از قبولی در آزمون گزارشگری صدا و سیما، کمی از روزنامه‌نگاری فاصله گرفت. او با مجله سروش جوان، مجله همشهری جوان و روزنامه جام‌جم به همکاری پرداخته و همچنین برای مجله ورلد ساکر چند یادداشت نوشته است.

### در تلویزیون
فردوسی‌پور در پایان سال ۱۳۷۳، پس از چندین بار آزمونی که رد شده بود، به صدا و سیما راه یافت و برای اولین بار در سال ۱۳۷۴ در جریان بازی فوتسال جام رمضان صدایش از صدا و سیما پخش شد. او در ابتدا مسابقات تنیس را گزارش می‌کرد، زیرا در آن زمان ذهنیت مثبتی دربارهٔ جوانان علاقه‌مندی که خواستار ورود به عرصه گزارشگری فوتبال بودند، وجود نداشت. او همچنین به گزارش یک برنامه به نام منتخب ورزشی پرداخت. اطلاعات مفیدی که فردوسی پور دربارهٔ ورزش داشت، باعث شد تا با جلب اعتماد، به مرور گزارش چند دقیقه‌ای مسابقات فوتبال خارجی را به وی واگذار کنند.
در جام ملت‌های آسیا ۱۹۹۶ امارات که با درخشش تیم فوتبال ایران همراه بود، فردوسی‌پور به عنوان اطلاعات‌دهنده در کنار سایر گزارشگران مشغول شد و در ادامه نیز از گزارش ۵ و ۱۰ دقیقه‌ای آغاز شده تا اینکه به گزارش کامل یک مسابقه فوتبال رسید.
او پس از گزارش‌هایش در جام جهانی ۱۹۹۸، به شهرت رسید و پس از آن به عنوان گزارشگر بازی‌های زنده و مهم در برنامه‌های مختلف انتخاب شد. در آن زمان که تلفظ نادرست نام‌های خارجی در گزارش‌های فوتبال صدا و سیما زیاد اتفاق می‌افتاد، او از معدود گزارشگران مسلط به زبان انگلیسی بود که نام‌ها را هم غالباً درست تلفظ می‌کرد.
فردوسی‌پور همواره کنجکاو بود که در بازی‌های فوتبالی که در شهرستان‌ها برگزار می‌شود، چه اتفاقی می‌افتد و بر اساس همین ایده او سال ۱۳۷۸ طرح اولیه برنامه ۹۰ را به مدیریت گروه ورزش شبکه سه ارائه کرد. در کمتر از ۲۰ روز او شروع به اجرای این برنامه کرد. او در این برنامه به دلیل موشکافی مسائل چالش‌برانگیزی که خط قرمز صدا و سیما به‌شمار می‌رفت، بارها توسط مدیریت شبکه ۳ و صداوسیما مورد نکوهش و توبیخ قرار گرفت. او به تدریج توانست مخاطبان بسیاری را به این برنامه جلب کند و اجرای آن را تا سال ۱۳۹۷ ادامه داد. برنامه ۹۰ سال‌های پیاپی از پرمخاطب‌ترین و بهترین برنامه‌های ساخته شده در صداوسیما بود که به‌طور متوسط در هر قسمت بیش از ده میلیون بیننده داشته است.

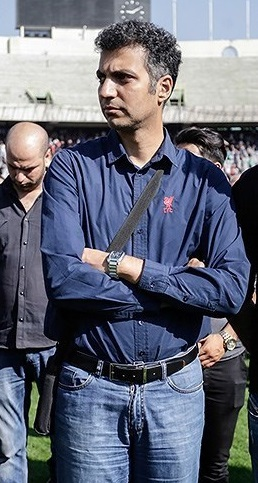
فردوسی‌پور در سال ۱۳۹۴

فردوسی پور فینال سه جام جهانی ۲۰۰۲، ۲۰۰۶ و ۲۰۱۰ را در تلویزیون ایران به صورت زنده گزارش کرد. در جام جهانی ۲۰۰۶ فردوسی‌پور به آلمان اعزام شد تا اولین جام جهانی را از نزدیک تجربه کند. او بیشتر بازی‌های ایران را در مسابقات مقدماتی جام جهانی ۲۰۰۶ گزارش کرد و تیم ملی ایران در بازی با بحرین با گزارش این گزارشگر، صعود به جام جهانی را جشن گرفت. او علاوه بر اینکه هر سه دیدار ایران در آن تورنمنت را گزارش کرد، حدود ۱۰ بازی دیگر هم از ورزشگاه‌های آلمان برای میلیون‌ها بیننده ایرانی با صدای خود روی آنتن برد.
او در فروردین سال ۱۳۹۲ با هدف «ساخت برنامه ای جامع برای بررسی فوتبال اروپا» برنامه فوتبال ۱۲۰ را طراحی و تولید کرد. او از اجرای حمید محمدی و محمدحسین میثاقی در بخش‌های متنوع این برنامه استفاده کرد و فوتبال ۱۲۰ مورد استقبال زیادی قرار گرفت.
او ویژه برنامه‌هایی را با نام‌های بیست‌چهارده و بیست‌هجده برای بررسی اختصاصی و گزارش مسابقات جام‌های جهانی ۲۰۱۴ و ۲۰۱۸ تهیه و اجرا کرد. او در سال ۱۳۹۷ نیز مجله لیگ قهرمانان اروپا که به صورت هفتگی از سوی اتحادیه فوتبال اروپا (یوفا) منتشر می‌شود را به زبان فارسی تهیه و گویندگی کرد.
فردوسی‌پور در طول فعالیت‌هایش در تلویزیون جوایز گوناگونی از جمله جوایز بهترین گزارشگر فوتبال، بهترین مجری ورزشی، بهترین چهره تلویزیونی و بهترین تهیه‌کننده را دریافت کرد.

#### مصاحبه‌ها
فردوسی‌پور پیرامون موضوعات مختلف فوتبال در ایران، همواره اهالی فوتبال را به برنامه‌هایش در تلویزیون دعوت کرده یا با آنان تماس تلفنی برقرار کرده است. او با اغلب بزرگان و اهالی فوتبال در ایران از جمله علی دایی، کارلوس کی‌روش، برانکو ایوانکوویچ، علی پروین، افشین قطبی، احمدرضا عابدزاده، حمید استیلی، فرهاد مجیدی، مهدی مهدوی‌کیا، جواد نکونام، وحید هاشمیان، آندرانیک تیموریان، علیرضا منصوریان، مهرداد پولادی، سید جلال حسینی، سردار آزمون و مهدی طارمی گفتگوی اختصاصی داشته است.
او در سطح بین‌المللی نیز با مارتین تایلر، لوئیس فیگو، ساموئل اتوئو، ژاوی هرناندز و کلارنس سیدورف مصاحبه کرد که حضور بی‌سابقه این مهمان خارجی در تلویزیون با حاشیه همراه شد. همچنین فردوسی‌پور در ۱۳۹۷ با جانی اینفانتینو، رئیس فیفا به گفتگو پرداخت اما این مصاحبه هرگز اجازه پخش پیدا نکرد که رسانه‌ها دلیل آن را مطرح کردن مواردی مانند دخالت نهادهای حکومتی در فوتبال ایران دانسته‌اند.

### ترجمه
عادل فردوسی‌پور سال‌ها پس از تجربهٔ ترجمه در روزنامهٔ ابرار ورزشی، در سال ۱۳۸۸ قراردادی را برای ترجمهٔ کتاب فوتبال علیه دشمن اثر سایمون کوپر که درونمایه‌ای فوتبالی-سیاسی دارد، با نشر چشمه امضا کرد. این اثر از مهم‌ترین آثار جهان در حوزه تأثیرگذاری پدیده فوتبال بر سیاست، جامعه، فرهنگ و تاریخ بود که با ترجمه او در بهار سال ۱۳۸۹ برای بار اول به چاپ رسید. او کتاب دیگری را با نام کتاب جامع فوتبال ترجمه کرد که دانشنامه‌ای ۴۰۰ صفحه‌ای و تمام‌رنگی دربارهٔ فوتبال است. این کتاب ترجمهٔ کتاب The Football Book است که در اردیبهشت ۱۳۹۱ توسط نشر بهشت منتشر، و در بیست و پنجمین نمایشگاه بین‌المللی کتاب تهران رونمایی شد.
ترجمه‌های دیگر فردوسی‌پور در زمینهٔ روان‌شناسی و اثر رولف دوبلی هستند. کتاب هنر شفاف اندیشیدن از پرفروش‌ترین آثار در حوزه روان‌شناسی زندگی فردی در سال‌های اخیر بود که توسط او ترجمه و در سال ۱۳۹۴ به وسیله نشر چشمه منتشر شد. این کتاب او در بیست و هشتمین نمایشگاه کتاب از سوی غرفه نشر چشمه رونمایی شد و به دلیل استقبال زیاد مردم پر فروش‌ترین کتاب این انتشارات شد. کتاب هنر خوب زندگی کردن نیز در سال ۱۳۹۷ توسط فردوسی‌پور ترجمه و توسط نشر چشمه روانه بازار شد. هنر خوب زندگی کردن پرمخاطب‌ترین کتاب ترجمه‌شده به وسیلهٔ فردوسی‌پور است و این کتاب پرفروش از چاپ سی و سوم نیز عبور کرده که آن را نشانهٔ شناخت درست فردوسی‌پور از نیازها و پرسش‌های کتاب‌خوانان ایرانی دانسته‌اند.
جدیدترین کتاب ترجمه شده فردوسی‌پور با نام پیگیر اخبار نباشید دربارهٔ «مضرات پیگیری اخبار» و همانند ترجمه‌های قبلی او اثر رولف دوبلی است که در سال ۱۳۹۹ توسط نشر چشمه منتشر شد. استقبال مردم از کتاب‌های فردوسی‌پور به حدی بوده که بارها تجدید چاپ شدند و در هنگام رونمایی برخی از این کتاب‌ها در نمایشگاه کتاب ازدحام جمعیت بسیار شکل گرفت.

### سایر فعالیت‌ها
فردوسی‌پور در سال ۱۳۸۴ با گروه اجراییِ نمایش «فنز» به نویسندگی و کارگردانی محمد رحمانیان همکاری داشت. او در این نمایش صداپیشهٔ یک گزارشگر فوتبال بود. فردوسی‌پور تعدادی از سری بازی‌های فوتبال تکاملی حرفه‌ای و فیفا را با همکاری بخش خصوصی به زبان فارسی گزارش کرده است. او در سال ۱۳۹۷ در مستند فرشاد آقای گل به کارگردانی جعفر صادقی که روایتی از زندگی فرشاد پیوس است، حضور داشت. او در مستند سمفونی حمید هم که روایتی از زندگی حمید علیدوستی است، به کارگردانی جعفر صادقی در سال ۱۴۰۱ حاضر بوده است.

#### گزارش فینال لیگ قهرمانان آسیا ۲۰۲۰
پس از حدود ۲ سال دوری از گزارشگری، در ۲۸ آذر ۱۳۹۹ صفحه فارسی اینستاگرام کنفدراسیون فوتبال آسیا اعلام کرد عادل فردوسی‌پور بازی فینال لیگ قهرمانان آسیا ۲۰۲۰ بین پرسپولیس و اولسان هیوندای را از این صفحه به صورت لایو گزارش خواهد کرد. فردوسی‌پور دربارهٔ سفرش به قطر گفت: 
«به دعوت ای‌اف‌سی و برای گزارش بازی فینال می‌روم که از اینستاگرام رسمی ای‌اف‌سی به صورت زنده پخش خواهد شد و از این بابت خوشحالم که می‌توانم این مسابقه را برای مردم گزارش کنم.»
این اولین گزارش رسمی فردوسی‌پور پس از کنار گذاشته شدن از صدا و سیمای جمهوری اسلامی ایران بود. در پی اعلام این خبر، تعداد دنبال‌کنندگان صفحه فارسی کنفدراسیون فوتبال آسیا در اینستاگرام تا زمان شروع مسابقه به بیش از دو میلیون و نهصد هزار رسید، اما در پایان آن کاهش یافت.
بر اساس آمار منتشر شده، تعداد بازدیدهای این لایو از مجموع بازدید فینال در پلتفرم‌های پخش آنلاین ایرانی بیشتر بود. بر اساس آمار اعلام شده از سوی کنفدراسیون فوتبال آسیا این پخش زنده رکورد خیره کننده ۴٫۶ میلیون بیننده را برجای گذاشته و حتی به‌طور میانگین، ۸۰۹ هزار ببینده در لحظه داشته است. در نهایت گزارش لایو عادل فردوسی‌پور در اکانت اینستاگرام AFC فارسی با ۸۰۹ هزار بیننده پنجمین لایو پربیننده دنیا و پربیننده‌ترین لایو فارسی شد. این رخداد رسانه‌ای را به «نقطه عطف تاریخ رسانه ایران» تعبیر کرده‌اند.

#### داوری جشنواره
عادل فردوسی‌پور و علی رویین‌تن، از سوی جشنواره فیلم‌های ورزشی ایران به عنوان داوران ایرانی جشنواره جهانی فیلم‌های ورزشی میلان ایتالیا در سال ۲۰۲۱ انتخاب شدند. بنابر اعلام دبیر جشنواره فیلم ورزشی، عادل فردوسی‌پور، چهره سرشناس حوزه رسانه ورزشی و علی رویین‌تن، رئیس هیئت داوران جشنواره فیلم‌های ورزشی ایران به عنوان داوران جشنواره جهانی فیلم‌های ورزشی میلان ایتالیا معرفی شدند.

## محبوبیت و شیوه اجرا

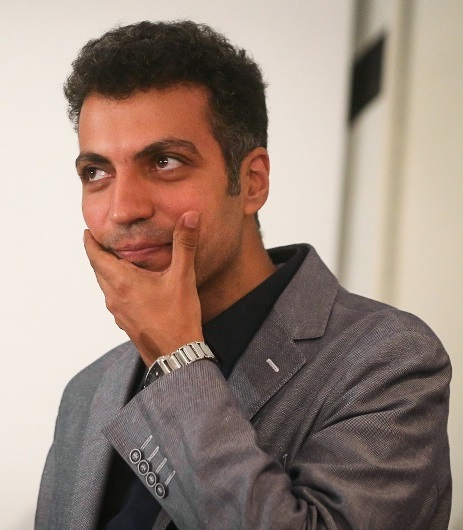

عادل فردوسی‌پور یکی از محبوب‌ترین چهره‌های اجتماعی و تلویزیونی در ایران به‌شمار می‌رود. مجلهٔ نیوزویک در سال ۲۰۰۹، به دلیل محبوبیت گسترده، او را به عنوان یکی از بیست فرد قدرتمند ایران در نظر گرفت. مجله ورلد ساکر او را «جان ماتسن ایران» نامیده است. با وجود حرف و حدیث فراوان، برنامه تلویزیونی او (۹۰) بیش از یک دهه همواره مورد توجه مردم قرار داشت و به یکی از چهره‌های معتبر و محبوب کشور تبدیل شد. میزان ارسال پیام‌های متنی بینندگان برنامه ۹۰ برای شرکت در نظرسنجی‌های فردوسی‌پور فقط تا سال ۲۰۱۱، به‌طور متوسط در هر برنامه حدود دو میلیون نفر بوده است.
انتشار خبر گزارش فینال لیگ قهرمانان آسیا ۲۰۲۰ توسط عادل فردوسی‌پور در صفحه اینستاگرام کنفدراسیون فوتبال آسیا باعث شد تا تعداد دنبال‌کنندگان صفحه فارسی AFC حدود سه میلیون نفر افزایش پیدا کند و همچنین این گزارش به پنجمین لایو پربیننده دنیا و پربیننده‌ترین لایو فارسی تبدیل شود که آن را نشان‌دهنده میزان بالای محبوبیت فردوسی‌پور در میان مردم تلقی کرده‌اند.
سیامک رحمانی، کارشناس رسانه و روزنامه‌نگار دربارهٔ محبوبیت فردوسی‌پور و دلایل آن بیان می‌کند: «عادل فردوسی‌پور در تلویزیون چهره متفاوتی است، زیرا راحت‌تر صحبت می‌کند، صراحت بیشتری دارد و با مخاطبانش، با صداقت برخورد می‌کند؛ برای همین، خیلی‌ها رویه‌اش را دوست داشته‌اند و محبوبیتش هم مختص به ورزش و فوتبال نبوده و نیست… او یکی از استانداردترین برنامه‌های تلویزیون را داشته است.»

## زندگی شخصی
عادل فردوسی‌پور در ۱۱ مهر ۱۳۵۳ در یزد زاده شده اما اصالتاً اهل رفسنجان در استان کرمان است. او دارای مدرک کارشناسی ارشد مهندسی صنایع از دانشگاه صنعتی شریف است. عادل دوران دبستان را در مدرسهٔ ذوقی گذراند و با وجود علاقهٔ بسیارش به فوتبال، از درسش دور نشد و دیپلم خود را از دبیرستان البرز با معدل ممتاز گرفت. سرانجام، در رشتهٔ مهندسی صنایع دانشگاه صنعتی شریف پذیرفته شد و تحصیلات خود را در همین رشته و دانشگاه تا مقطع کارشناسی ارشد ادامه داد. او دکتریِ مدیریت رسانه از دانشکدگان فارابی دانشگاه تهران دارد. عنوان پایان‌نامهٔ کارشناسی ارشد او «پیش‌بینی نتایج مسابقات فوتبال با استفاده از تحلیل‌های رگرسیونی» بود. او درس زبان تخصصی صنایع را در دانشگاه صنعتی شریف تدریس می‌کند عادل فردوسی‌پور در انتخابات ریاست جمهوری سال ۸۸ از میرحسین موسوی حمایت کرده بود.

## آثار

### برنامه‌های تلویزیونی
| سال        | نام برنامه              | سمت               | پخش                           | منبع   |
| ---------- | ----------------------- | ----------------- | ----------------------------- | ------ |
| ۱۳۷۸–۱۳۹۷  | ۹۰                      | تهیه‌کننده، مجری   | شبکه سه                       | [ ۱۱ ] |
| ۱۳۸۰–۱۳۹۷  | فوتبال برتر             | گزارشگر فوتبال    | شبکه سه                       |        |
| ۱۳۸۱–۱۳۹۷  | گزارش ورزشی             | گزارشگر فوتبال    | شبکه سه                       |        |
| ۱۳۹۲–۱۴۰۲  | فوتبال ۱۲۰              | تهیه‌کننده، گوینده | شبکه ورزش                     | [ ۷۱ ] |
| ۱۳۹۳       | بیست‌چهارده              | تهیه‌کننده، مجری   | شبکه سه                       | [ ۱۷ ] |
| ۱۳۹۷       | بیست‌هجده                | تهیه‌کننده، مجری   | شبکه سه                       | [ ۱۸ ] |
| ۱۳۹۷–اکنون | مجله لیگ قهرمانان اروپا | تهیه‌کننده، گوینده | شبکه ورزش، فیلیمو، فوتبال ۳۶۰ | [ ۱۹ ] |
| ۱۳۹۷       | لذت فوتبال              | گزارشگر فوتبال    | شبکه ورزش                     |        |

### آثار اینترنتی
| سال        | نام                               | گونه                    | سمت                     | پخش‌کننده                    | منبع   |
| ---------- | --------------------------------- | ----------------------- | ----------------------- | --------------------------- | ------ |
| ۱۳۹۵       | هت‌تریک                            | برنامه                  | تهیه‌کننده، مجری         | تلویزیون اینترنتی آیو       | [ ۷۲ ] |
| ۱۳۹۸       | کلاسیکو                           | برنامه                  | تهیه‌کننده               | کافه بازار، فیلیمو، نماوا   | [ ۷۳ ] |
| ۱۳۹۸       | رؤیاها - فیلم رسمی جام جهانی ۲۰۱۸ | مستند                   | گوینده                  | فیلیمو، نماوا               | [ ۷۴ ] |
| ۱۳۹۸       | دیگو مارادونا                     | مستند                   | گزارشگر فوتبال          | فیلیمو                      | [ ۷۵ ] |
| ۱۳۹۹       | روز بازی: درون بارسلونا           | مستند                   | گوینده                  | فیلیمو                      | [ ۷۶ ] |
| ۱۳۹۹       | وعده کلوپ                         | مستند                   | گوینده                  | فیلیمو                      | [ ۷۷ ] |
| ۱۳۹۹       | شکست‌ناپذیران                      | مستند                   | گوینده                  | فیلیمو                      | [ ۷۸ ] |
| ۱۳۹۹       | یک شب در تورین                    | مستند                   | دوبلور                  | فیلیمو                      | [ ۷۹ ] |
| ۱۴۰۰–اکنون | فوتبال ۳۶۰                        | اپلیکیشن، وبگاه، پادکست | تهیه‌کننده، مجری، سردبیر | وبگاه و اپلیکیشن فوتبال ۳۶۰ | [ ۸۰ ] |

### سایر
| سال  | نام           | گونه        | سمت               | کارگردان      | منبع   |
| ---- | ------------- | ----------- | ----------------- | ------------- | ------ |
| ۱۳۸۴ | فنز           | نمایش تئاتر | گوینده            | محمد رحمانیان | [ ۴۸ ] |
| ۱۳۹۶ | فرشاد آقای گل | مستند       | بازیگر (نقش خودش) | جعفر صادقی    | [ ۸۱ ] |
| ۱۴۰۱ | سمفونی حمید   | مستند       | بازیگر (نقش خودش) | جعفر صادقی    | [ ۸۲ ] |

### ترجمه‌ها
| نام کتاب           | نویسنده       | چاپ اول | ناشر     | توضیحات                                                | منبع   |
| ------------------ | ------------- | ------- | -------- | ------------------------------------------------------ | ------ |
| فوتبال علیه دشمن   | سایمون کوپر   | ۱۳۸۹    | نشر چشمه | با موضوع تأثیر فوتبال بر سیاست، فرهنگ و تاریخ          | [ ۴۱ ] |
| کتاب جامع فوتبال   | دیوید گلدبلات | ۱۳۹۱    | نشر بهشت | دانشنامهٔ فوتبالی                                       | [ ۴۲ ] |
| هنر شفاف اندیشیدن  | رولف دوبلی    | ۱۳۹۴    | نشر چشمه | با موضوع روان‌شناسی (با همکاری بهزاد توکلی و علی شهروز) | [ ۴۳ ] |
| هنر خوب زندگی کردن | رولف دوبلی    | ۱۳۹۷    | نشر چشمه | با موضوع روان‌شناسی (با همکاری بهزاد توکلی و علی شهروز) | [ ۴۵ ] |
| پیگیر اخبار نباشید | رولف دوبلی    | ۱۳۹۹    | نشر چشمه | با موضوع روان‌شناسی (با همکاری بهزاد توکلی و علی شهروز) | [ ۸۳ ] |
| مارادونا           | گیم بالاگه    | ۱۴۰۱    | نشر چشمه | بیوگرافی از دیگو مارادونا (با همکاری علی شهروز)        | [ ۸۴ ] |

### کتاب‌های صوتی
| نام کتاب           | نویسنده     | سال  | ناشر صوتی  | توضیحات                         | منبع          |
| ------------------ | ----------- | ---- | ---------- | ------------------------------- | ------------- |
| فوتبال علیه دشمن   | سایمون کوپر | ۱۳۹۸ | رادیو گوشه | رادیو گوشه (واحد صوتی نشر چشمه) | [ ۸۵ ] [ ۸۶ ] |
| هنر شفاف اندیشیدن  | رولف دوبلی  | ۱۳۹۹ | رادیوگوشه  | رادیو گوشه (واحد صوتی نشر چشمه) | [ ۸۷ ]        |
| هنر خوب زندگی کردن | رولف دوبلی  | ۱۴۰۰ | رادیو گوشه | رادیو گوشه (واحد صوتی نشر چشمه) | [ ۸۸ ]        |
| پیگیر اخبار نباشید | رولف دوبلی  | ۱۴۰۱ | رادیو گوشه | رادیو گوشه (واحد صوتی نشر چشمه) | [ ۸۹ ]        |
| مارادونا           | گیم بالاگه  | ۱۴۰۲ | رادیو گوشه | رادیو گوشه (واحد صوتی نشر چشمه) | [ ۹۰ ]        |

## جوایز و عنوان‌ها

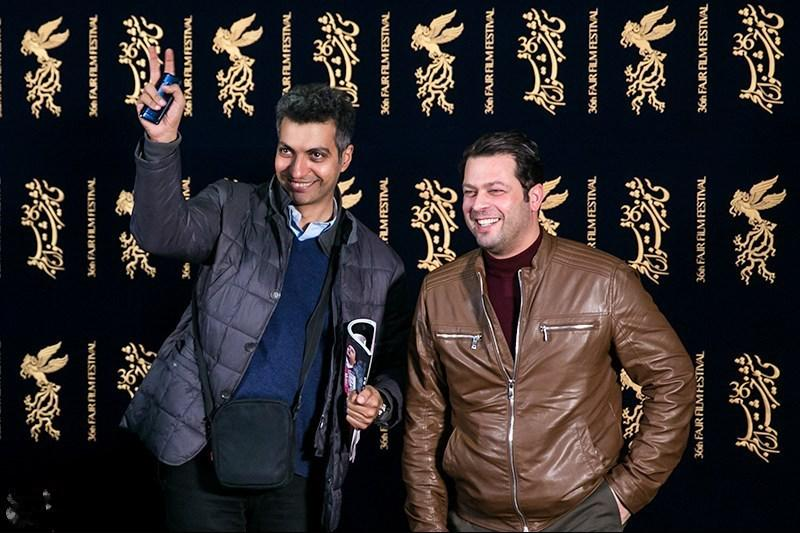
در سی و ششمین دوره جشنواره فیلم فجر

- جایزه بهترین مجری و گزارشگر سال فوتبال ایران: فصل ۸۸–۱۳۸۷[۹۱]
- عنوان بهترین گزارشگر ورزشی سال به انتخاب مجله سروش: ۱۳۸۹[۹۲]
- عنوان ستاره سال رادیو و تلویزیون به انتخاب مجله سروش: ۱۳۸۹[۹۲]
- جایزه بهترین مجری ورزشی سال از سومین جشنواره تلویزیونی جام جم: ۱۳۹۲[۹۳]
- جایزه بهترین برنامهٔ ورزشی از سومین جشنواره تلویزیونی جام جم برای برنامه ۹۰: ۱۳۹۲[۹۳]
- عنوان بهترین مجری تلویزیونی مرد سال از ویژه برنامه سه ستاره: ۱۳۹۴[۹۴]
- تندیس بهترین چهره تلویزیونی سال از پانزدهمین جشن سینمایی حافظ: ۱۳۹۴[۹۵]
- جایزه بهترین گزارشگر ورزشی لیگ برتر ایران: فصل ۹۵–۱۳۹۴[۹۶]
- جایزه بهترین مجری ورزشی سال از دهمین جشنواره بین‌المللی فیلم‌های ورزشی: ۱۳۹۵[۹۷]
- جایزه بهترین تهیه‌کننده برنامه ترکیبی سال از پنجمین جشنواره تلویزیونی جام جم: ۱۳۹۷[۹۸]
- تندیس بهترین چهره تلویزیونی سال از نوزدهمین جشن سینمایی حافظ: ۱۳۹۸[۹۹]
- جایزه ویژه ناصر حجازی (اولین جایزه ناصر حجازی): ۱۳۹۸[۱۰۰]
- جایزه «دستاورد فارغ‌التحصیلان» از انجمن دانشگاه صنعتی شریف (سوتا): ۱۳۹۹[۱۰۱]
- جایزه بهترین چهره تلویزیونی برای برنامه فوتبال ۱۲۰ در بیست و دومین مراسم جشن حافظ: ۱۴۰۲[۱۰۲]

## حواشی

### جلوگیری از حضور کارلوس پویول
فردوسی‌پور در سال ۱۳۹۷ کارلوس پویول فوتبالیست سابق تیم ملی اسپانیا و باشگاه بارسلونا را به ویژه برنامه جام جهانی ۲۰۱۸ با نام بیست‌هجده دعوت کرد. پویول که قرار بود دربارهٔ بازی دوم ایران و اسپانیا در این جام صحبت کند، برای شرکت در این برنامه به تهران آمده بود اما صدا و سیما اجازه حضور او در برنامه بیست‌هجده را نداد. عدم صدور اجازه حضور وی توسط مدیران صدا و سیما، شایعات مختلفی را دربارهٔ دلیل این اتفاق شکل داد. برخی دلیل آن را هزینه حضور پویول در این برنامه عنوان کردند. پیش از آن نیز حضور لوئیز فیگو در برنامه نود باعث ایجاد شایعاتی مبنی بر حضور ۵۰۰ میلیونی او مطرح شده بود و برخی نسبت به خرج شدن چنین مبلغی انتقاد داشتند که فردوسی‌پور در برنامه نود در پاسخ به این حواشی با تکذیب این رقم مبلغ، هزینه حضور فیگو را به اسپانسر برنامه نسبت داده و بیان کرده بود:
«در همه جای دنیا حضور کارشناسان بزرگ در برنامه‌های تلویزیونی مرسوم است. در هر حال همه چیز توسط اسپانسر خصوصی پرداخت شد و منتقدین این را هم بدانند که در خلال برنامه کلی تبلیغ پخش شد که پول آن به حساب صدا و سیما و بیت‌المال رفت.»
با این حال مرتضی میرباقری، معاون وقت صدا و سیما تأمین هزینه سفر بازیکن سابق تیم ملی اسپانیا به ایران از سوی اسپانسرهای بخش خصوصی را تأیید کرده اما بیان کرد که «رئیس شورای ورزش صدا و سیما رسماً ابلاغ کرده است که دعوت از کارشناسان خارجی در برنامه‌های ورزشی و پرداخت چندصد میلیونی برای چند دقیقه حضور ولو اینکه از سوی اسپانسر هم صورت بگیرد، ممنوع و مخالف سیاست‌های رسانه ملی است.» این اظهارات درحالی صورت گرفت که ظاهراً پویول دستمزد خود را برای حضور در این برنامه دریافت کرده بود و چند روز قبل از آن ساموئل اتوئو به این برنامه دعوت شده بود که حضور او مطابق این ابلاغیه از صدا و سیما لغو نشده بود.
کارلوس پویول دربارهٔ این اتفاق اظهار کرد که به او گفته شده به دلیل «مشکل ظاهری و موهای بلندش» نمی‌تواند در این برنامه حضور پیدا کند. انتشار این خبر عجیب، موجی از انتقادات و واکنش‌ها را در شبکه‌های اجتماعی به دنبال داشت. لغو حضور پویول در این برنامه را به دستور علی فروغی مدیر شبکه سه دانسته‌اند.

### حذف از ۹۰
اختلاف میان علی فروغی مدیر جوان و تازه‌کار شبکه سه و عادل فردوسی‌پور سرانجام به حذف عادل فردوسی پور از برنامه ۹۰ انجامید. این اختلاف نهایتاً علنی شد، وقتی که در جریان جشنواره جام جم، عادل فردوسی پور هنگام دریافت جایزه‌اش (که با حواشی در زمینهٔ تقلب در شمارش پیامک‌ها و آراء به ضرر فردوسی پور همراه بود) گفت که «سخت‌ترین سال» دوره کاری‌اش در صدا و سیما را پشت سر گذاشته است. وی درست پس از انتخاب شدن ۹۰ به عنوان «برترین برنامه تلویزیونی جشنواره جام‌جم» کنار گذاشته شد. در اسفند ۹۷، تنها سه ساعت قبل از پخش آخرین برنامه ۹۰ در سال ۱۳۹۷، برنامه ۹۰ اجازه پخش از شبکه ۳ را دریافت نکرد. او هنگام دریافت تندیس جایزه مردمی بهترین برنامه و تندیس بهترین تهیه‌کننده برنامه ترکیبی از سختی‌های «ناحقی» گفت که در یک سال گذشته از سوی صدا و سیما بر او و برنامه‌اش تحمیل شد. محمدحسین رنجبران، مدیرکل روابط عمومی سازمان صدا و سیما اعلام کرد که از سال جدید «تحولاتی ویژه» در برنامه ۹۰ صورت خواهد گرفت و این برنامه با گروهی جدید پخش می‌شود. در راستای اعتراض به کنار گذاشتن عادل فردوسی پور از برنامه ۹۰، چهره‌های سرشناس زیادی از جمله علی دایی، پرویز پرستویی، حبیب رضایی، پیمان معادی، پیمان قاسم‌خانی، امیرمهدی ژوله به این اتفاق واکنش نشان دادند.
حشمت‌الله فلاحت‌پیشه، رئیس کمیسیون امنیت ملی و سیاست خارجی مجلس شورای اسلامی در مصاحبه‌ای اعلام کرد که وقتی در خصوص علت فردوسی‌پور از صدا و سیما، از یکی از نهادهای امنیتی سؤال کرده بود، در جواب، محبوبیت فردوسی‌پور را علت حذف آن از صدا و سیما عنوان کرده بودند. همچنین در زمانی که وی با مدیر شبکه ۳ تماس گرفته، فروغی در جواب به وی گفته است:
«دخالت نکن؛ هشت ماه برنامه‌ریزی کردیم تا کنار بگذاریمش.»
محمد سرافراز، رئیس سابق سازمان صدا و سیما نیز در اظهاراتی، حذف عادل فردوسی‌پور را دستوری از جانب بیت رهبری عنوان کرده بود که چندین بار به وی ابلاغ شده بوده ولی با مخالفت سرافراز روبرو شده بود. سرافراز، فشار دفتر رهبری برای تعطیلی این برنامه را، دخالت فردوسی‌پور در موضوعات غیر ورزشی نظیر مصاحبه با محمدجواد ظریف در شب یلدای سال ۱۳۹۴ عنوان کرده است.